# Salem Al-Azizi
Salem Juma Awad Mubarak Al-Azizi, meglio noto come Salem Al-Azizi (in arabo سالم العزيزي‎?; al-'Ayn, 25 febbraio 1993), è un calciatore emiratino, difensore del Al-Wasl.

## Carriera

### Club
Al-Azizi cresce nel settore giovanile dell'Al-Ain, squadra con la quale debutta in UAE Arabian Gulf League il 20 dicembre 2014 nella gara contro l'Al-Wasl subentrando a Yassine El Ghanassy.
Nel luglio del 2017 Salem decise di lasciare la squadra in cui era cresciuto firmando un contratto con il team di Dubai dell'Al-Wasl, squadra in cui milita ancora; fece il debutto con la sua nuova maglia proprio contro la sua ex squadra, dell'Al-Ain,  il 16 settembre 2017 nella gara valida per la prima giornata della UAE Arabian Gulf League 2017-2018 .

### Nazionale
Nel dicembre 2017 rientrò nei convocati della Nazionale di calcio degli Emirati Arabi Uniti per la Coppa delle nazioni del Golfo 2017-2018, Al-Azizi però non riuscì a collezionare nemmeno una presenza restando in panchina in tutte le cinque partite giocate dalla sua nazionale.

## Palmarès

### Club

#### Competizioni nazionali
- UAE Arabian Gulf League: 2

Al-Ain: 2014-2015
Al Wasl: 2023-2024
- Coppa del Presidente degli Emirati Arabi Uniti: 2

Al-Ain: 2013-2014
Al Wasl: 2023-2024
- Supercoppa degli Emirati Arabi Uniti: 1

Al-Ain: 2015